# Direzione generale (Unione europea)
Nell'Unione Europea, la maggior parte delle istituzioni è suddivisa al suo interno in direzioni generali e servizi.

## Descrizione
Le direzioni generali, spesso chiamate semplicemente DG, sono dipartimenti tematici competenti per vari settori. Dotate di specifici incarichi e aree di responsabilità, possono essere assimilate ai ministeri nazionali.
Le direzioni generali più conosciute sono quelle che fanno parte della Commissione, che è l'organo esecutivo indipendente dell'Unione e in quanto tale promotore dell'interesse comune.
A capo delle direzioni generali della Commissione vi è un direttore generale che fa capo al Commissario europeo competente per l'ambito di responsabilità della singola DG. Esistono anche direzioni generali che fanno capo al Parlamento Europeo (in particolare al Segretariato del Parlamento europeo) e direzioni generali che fanno capo al Consiglio (e in particolare il segretariato generale del Consiglio dell'UE).
Le direzioni generali (DG) della Commissione europea sono attualmente 34, ma il numero e i nomi possono variare..
| Nome                                                                        | Sigla    |
| --------------------------------------------------------------------------- | -------- |
| Affari economici e finanziari                                               | ECFIN    |
| Affari marittimi e pesca                                                    | MARE     |
| Agricoltura e sviluppo agricolo                                             | AGRI     |
| Ambiente                                                                    | ENV      |
| Azione per il clima                                                         | CLIMA    |
| Bilancio                                                                    | BUDG     |
| Centro comune di ricerca                                                    | JRC      |
| Commercio                                                                   | TRADE    |
| Comunicazione                                                               | COMM     |
| Concorrenza                                                                 | COMP     |
| Energia                                                                     | ENER     |
| Eurostat - Statistiche europee                                              | EUROSTAT |
| Fiscalità e unione doganale                                                 | TAXUD    |
| Giustizia e consumatori                                                     | JUST     |
| Industria della difesa e spazio                                             | DEFIS    |
| Informatica                                                                 | DIGIT    |
| Interpretazione                                                             | SCIC     |
| Istruzione, gioventù, sport e cultura                                       | EAC      |
| Mercato interno, industria, imprenditoria e PMI                             | GROW     |
| Migrazione e affari interni                                                 | HOME     |
| Mobilità e trasporti                                                        | MOVE     |
| Occupazione, affari sociali e inclusione                                    | EMPL     |
| Partenariati internazionali                                                 | INTPA    |
| Politica europea di vicinato e negoziati di allargamento                    | NEAR     |
| Politica regionale e urbana                                                 | REGIO    |
| Protezione civile e operazione di aiuto umanitario europee                  | ECHO     |
| Reti di comunicazione, contenuti e tecnologie                               | CNECT    |
| Ricerca e innovazione                                                       | RTD      |
| Risorse umane e sicurezza                                                   | HR       |
| Salute e sicurezza alimentare                                               | SANTE    |
| Sostegno alle riforme strutturali                                           | REFORM   |
| Stabilità finanziaria, servizi finanziari e Unione dei mercati dei capitali | FISMA    |
| Direzione generale per lo Sviluppo e Cooperazionehttps EuropeAid            | DEVCO    |
| Traduzione                                                                  | DGT      |
| Autorità per la preparazione e la risposta alle emergenze sanitarie         | HERA     |